# Zevenheuvelenloop 1987
De Zevenheuvelenloop 1987 vond plaats op 15 november 1987 in Nijmegen. Het was de vierde editie van deze wedstrijd. Het parcours was volgens sommige bronnen niet 15 km, maar minimaal 100 meter te kort.
De wedstrijd bij de mannen werd gewonnen door de Nederlander Marti ten Kate in 45.10,2. Met deze tijd had hij ruime voorsprong op zijn landgenoot Jan van Rijthoven, die in 46.02,3 over de finish kwam. De wedstrijd bij de vrouwen werd gewonnen door Gerrie Timmermans in 57.15,7.
In totaal schreven 1375 deelnemers in, waarvan er 1279 finishten.

## Uitslagen

### Mannen
| rang   | naam                | land | tijd    |
| ------ | ------------------- | ---- | ------- |
| Goud   | Marti ten Kate      | NED  | 45.10,2 |
| Zilver | Jan van Rijthoven   | NED  | 46.02,3 |
| Brons  | Luc Waegeman        | NED  | 46.09,8 |
| 4      | Ronnie Agten        | BEL  | 46.14,2 |
| 5      | Guido Sasse         | NED  | 46.32,8 |
| 6      | Richard Vollenbroek | NED  | 46.54,7 |
| 7      | Jos Sasse           | NED  | 47.19,6 |
| 8      | Ruud Onland         | NED  | 47.36,6 |
| 9      | Robin Bergstrand    | GBR  | 47.51,2 |
| 10     | Richard Beumer      | NED  | 47.57,4 |

### Vrouwen
| rang   | naam                   | land | tijd      |
| ------ | ---------------------- | ---- | --------- |
| Goud   | Gerrie Timmermans      | NED  | 57.15,7   |
| Zilver | Martine Smits          | NED  | 58.12,3   |
| Zilver | Ireen Wentzel          | NED  | 59.17,3   |
| 4      | Els Bloemen            | NED  | 59.08,8   |
| 5      | Lidy Kemmink           | NED  | 59.47,2   |
| 6      | Mieke Hombergen        | NED  | 1:00.35,7 |
| 7      | Loes Creemers          | NED  | 1:00.46,8 |
| 8      | Mieke van Strien       | NED  | 1:01.23,4 |
| 9      | Ester Bouman           | NED  | 1:02.03,1 |
| 10     | Marion van de Veerdonk | NED  | 1:02.22,1 |

1984 ·
1985 ·
1986 ·
1987 ·
1988 ·
1989 ·
1990 ·
1991 ·
1992 ·
1993 ·
1994 ·
1995 ·
1996 ·
1997 ·
1998 ·
1999 ·
2000 ·
2001 ·
2002 ·
2003 ·
2004 ·
2005 ·
2006 ·
2007 ·
2008 ·
2009 ·
2010 ·
2011 ·
2012 ·
2013 ·
2014 ·
2015 ·
2016 ·
2017 ·
2018 ·
2019 ·
2022